# Міжнародний протокол вимірювання та верифікації
Міжнаро́дний протоко́л вимі́рювання та верифіка́ції — процедури, що дозволяють власникам будівель, енергосервісним компаніям і організаціям, які фінансують проекти з ефективного використання енергії, оцінити ефективність енергоощадних технологій і визначати обсяг енергоощадності. Протокол прийнятий США та низкою інших держав.

## Історія
Протокол існує в різних формах з 1995 року, коли була опублікована версія протоколу під назвою North American Energy Measurement and Verification Protocol. Відтоді його кілька разів оновлювали та розширювали, а в 2001 році IPMVP Inc. було створено як незалежну некомерційну корпорацію для залучення міжнародної спільноти. Грег Катс був головою-засновником комітету IPMVP з 1994 по 2001 рік. У 2004 році IPMVP Inc. змінила назву на Efficiency Valuation Organisation. Використання IPMVP зараз широко поширене серед ЕСКО, комунальних підприємств, урядів і фінансових установ у всьому світі.

## Мета
Метою IPMVP є підвищення визначеності, надійності та рівня заощаджень; зменшити транзакційні витрати шляхом забезпечення міжнародного консенсусного підходу та методології галузі; зменшити витрати на фінансування, забезпечивши проект стандартизацією Плану вимірювання та верифікації, таким чином дозволяючи об’єднувати проекти та об’єднувати фінансування проектів. Він має на меті створити основу для демонстрації скорочення викидів і забезпечення покращеної якості навколишнього середовища; також забезпечити основу для переговорів щодо умов контракту, щоб гарантувати, що проект з енергоефективності досягає або перевищує свої цілі щодо економії грошей та підвищення енергоефективності. Efficiency Valuation Organisation також проводить навчання з вимірювання та перевірки через мережу національних і міжнародних навчальних партнерських організацій.

## Програмні засоби
У той час як команди інженерів-енергетиків керували проектами IPMVP здебільшого за допомогою електронних таблиць Excel, останнім часом відбувся зсув до програмних інструментів і платформ онлайн. Мета полягає в тому, щоб полегшити імпорт незалежних змінних, таких як нагрівання та охолодження, створення енергетичної базової лінії, визначення кореляційних і регресійних моделей для автоматизації вимірювань і практики перевірки.
Найпоширенішим джерелом енергетичних даних для розрахунку енергетичної базової лінії є рахунки за комунальні послуги. Деякі програми дозволяють витягувати дані про енергію безпосередньо з pdf-файлу рахунків за комунальні послуги, що дозволяє значно пришвидшити процес.
З’являються інші інструменти, які дозволяють легко створювати моделі регулювання та легше враховувати зміни статичних факторів.